# Herbert L. Clarke

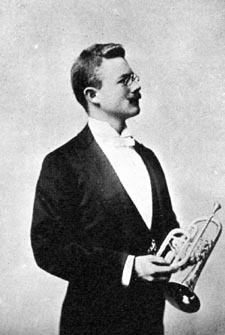
Herbert L. Clarke

Herbert Lincoln Clarke (* 12. September 1867 in Woburn, Massachusetts; † 30. Januar 1945 in Long Beach, Kalifornien) war ein US-amerikanischer Kornettist und Komponist.

## Leben und Wirken
Clarke kam 1880 nach Toronto, wo sein Vater die Organistenstelle an der Jarvis St. Baptist Church erhalten hatte. Er hatte autodidaktisch das Kornettspielen erlernt, spielte außerdem Geige und Bratsche und wurde 13-jährig Geiger im Orchester der Toronto Philharmonic Society. 1882 wurde er Kornettist in der Queen's Own Rifles Band. Von 1884 und 1887 wechselte er zwischen dem Orchester des English's Opera House in Minneapolis, wohin seine Familie inzwischen verzogen war, und dem Queen's Own. 1887 wurde er Mitglied des Citizen's Band of Ontario. In den nächsten Jahren spielte er in verschiedenen Bands in der Nähe von Toronto und unterrichtete daneben am Toronto Conservatory of Music und dem Trinity College in Port Hope.
1892 wurde Clarke Solokornettist in der 22nd Regiment Band unter Patrick Gilmore und (nach dessen Tod) von 1893 bis 1897 unter Victor Herbert. Im Jahr 1893 trat er als Solokornettist in John Philip Sousas Band ein, der er bis 1917 angehörte. 1918 ging er wieder nach Kanada und leitete dort bis 1923 die Anglo-American Leather Company Band. Danach übersiedelte er nach Long Beach und leitete dort bis kurz vor seinem Tod die Municipal Band. 1934 wurde er zum Präsidenten der American Bandmasters Association gewählt.
Clarke war der berühmteste Kornettist seiner Zeit. Auf zahllosen Reisen mit den verschiedenen Bands, denen er angehörte, gab er mehr als 6000 Solokonzerte und spielte mehr als 200 Aufnahmen bei Berliner, Victor, Columbia, Brunswick und anderen ein. Er komponierte um die fünfzig Solowerke für das Kornett (u. a. Bride of the Waves, Sounds from the Hudson, Caprice Brilliante, Southern Cross, Stars in a Velvety Sky), zudem mehr als 50 Märsche und zehn Ouvertüren für Orchester. Zudem veröffentlichte er die dreibändigen Studies for the Cornet: Elementary, Technical, and Characteristic (Huntsville 1909–15)  und Setting-Up Drills (Calisthenic Exercises) sowie die Autobiographie How I Became a Cornetist (1934).